# Портнов, Виктор Петрович
Ви́ктор Петро́вич Портно́в (27 января 1921, Омск, РСФСР — 17 мая 2005, Москва, Россия) — советский и российский юрист. Доктор юридических наук (1973), профессор (1980). Профессор кафедры истории государства и права юридического факультета МГУ имени М. В. Ломоносова.

## Биография
Родился 27 января 1921 в городе Омске.
Окончил Московский юридический институт (ныне в составе Московского государственного университета). 
В 1956 году в МГУ имени М. В. Ломоносова защитил диссертацию на соискание учёной степени кандидата юридических наук по теме «Процессуальный порядок применения мер медицинского характера в советском уголовном процессе».
В 1973 году в Ленинградском государственном университете им. А. А. Жданова защитил диссертацию на соискание учёной степени доктора юридических наук по теме «Становление аппарата борьбы с преступностью в Советской России (1917—1920)».
В 1980 году присвоено учёное звание профессора по кафедре истории государства и права юридического факультета МГУ имени М. В. Ломоносова.
Вместе с кандидатом юридических наук Марком Моисеевичем Славиным опубликовал ряд монографий на темы правовой истории Советской Армии, конституционного законодательства Советского Союза, а также правосудия в Советской России.
Один из авторов учебника «История отечественного государства и права» под редакцией Олега Ивановича Чистякова, где написал главы посвящённые отечественному государству и праву в XVI—XVII веках, участвовал в создании глав об истории России в начале XX века.
Похоронен на Ваганьковском кладбище.

## Научные труды

### Монографии
- Мартысевич И.Д., Портнов В.П. Этапы развития Советской Конституции. — М.: Московский государственный университет, 1979. — 158 с.
- Портнов В.П., Славин М.М. Этапы развития Советской Конституции / Топорнин Б.Н. — М.: Наука, 1982. — 310 с.
- Морозов Л.Ф., Портнов В.П. Социалистический контроль в СССР. — М.: Издательство политической литературы, 1984. — 238 с.
- Портнов В.П., Славин М.М. Правовые основы строительства Красной Армии, 1918-1920 годах / Скрипилев Е.А. — Москва: Наука, 1985. — 288 с.
- Портнов В.П., Славин М.М. Становление и развитие конституционного законодательства Советской России, 1917-1920 годах / Топорнин Б.Н. — М.: Наука, 1987. — 251 с.
- Портнов В.П. ВЧК, 1917-1922. — М.: Юридическая литература, 1987. — 207 с.
- Портнов В.П., Славин М.М. Становление правосудия Советской России (1917-1922 гг.) / Боботов С.В. — М.: Наука, 1990. — 165 с.

### Учебные пособия
- Ахмедов Ф.Н., Виленский Б.В., Дюков Л.В., Егоров Ю.А., Жакипова А.Ж., Иванов С.С., Калнынь В.Е., Кульчицкий В.С., Мартысевич И.Д., Момунбаев И.М., Портнов В.П., Рогожин А.И., Сукиасян А.Г., Уразаев Ш.З., Чистяков О.И., Штамм С.И., Юхо И.А. 1 // История государства и права СССР / Мартысевич И.Д., Чистяков О.И.. — М.: Московский государственный университет, 1985. — 279 с.
- Корольков Н.Н., Кукушкин Ю.С., Лукьянов А.И., Мулукаев Р.С., Новицкая Т.Е., Портнов В.П., Рогожин А.И., Семидеркин Н.А., Титов Ю.П., Чистяков О.И., Штамм С.И. 2 // История государства и права СССР / Кукушкин Ю.С., Чистяков О.И.. — М.: Московский государственный университет, 1986. — 320 с.
- Кукушкин Ю.С., Портнов В.П., Семидеркин Н.А., Чистяков О.И. 1 // История отечественного государства и права: Советское государство и право в период коренной ломки общественных отношений (1930 - 1941 гг.). Курс лекций / Лунгу П.Ф., Марченко М.Н., Суханов Е.А.. — М.: Юридический колледж Московского государственного университета, 1995. — 75 с.
- Абашмадзе В.В., Дюков Л.В., Егоров Ю.А., Кекелия М.М., Кульчицкий В.С., Новицкая Т.Е., Портнов В.П., Потарикина Л.Л., Рогожин А.И., Семидеркин Н.А., Таукелев А.Н., Титов Ю.П., Уразаев Ш.З., Чистяков О.И., Штамм С.И., Юхо И.А. 1 // История отечественного государства и права / Чистяков О.И.. — М.: Издательство «БЕК», 1996. — 368 с.
- Кутьина Г.А., Мулукаев Р.С., Новицкая Т.Е., Портнов В.П., Рогожин А.И., Семидеркин Н.А., Титов Ю.П., Четвертков А.М., Чистяков О.И. 2 // История отечественного государства и права / Чистяков О. И.. — М.: Издательство «БЕК», 1997. — 496 с.